# Trichomycterus pseudosilvinichthys
Trichomycterus pseudosilvinichthys är en fiskart som beskrevs av Fernández och Richard P. Vari 2004. Trichomycterus pseudosilvinichthys ingår i släktet Trichomycterus och familjen Trichomycteridae. Inga underarter finns listade i Catalogue of Life.